# Conservatorio Real de Escocia
El Conservatorio Real de Escocia, (en inglés "Royal Conservatoire of Scotland" y en escocés gaélico: Conservatorio Rìoghail na h-Alba) anteriormente llamado Academia escocesa Real de Música y Arte Dramático, es un conservatorio de baile, interpretación, música, producción y dirección de cine en el centro de Glasgow, Escocia. Fundado en 1845 como la  Asociación Educativa Glasgow,  es el centro de artes escénicas más activo de Escocia, por encima de las 500 actuaciones públicas cada año.
El actual director es el pianista Jeffrey Sharkey, el presidente es Cameron Mackintosh, y está bajo el patronato de es S.A.R. El Duque de Rothesay.

## Historia
El Conservatorio Real ha ocupado el edificio construido especialmente para él la calle Renfrew en Glasgow desde 1988. Tiene su origen en varias organizaciones diferentes. Empiece con el establecimiento del Glasgow Asociación Educativa en 1845 el cual formó para proporcionar cursos en competición con la Universidad de Glasgow. La Asociación más tarde devenía en el Glasgow Universidad Comercial, y posteriormente en el Glasgow Athenaeum en 1847.  El Glasgow Athenaeum proporcionó entrenar en habilidades comerciales, literatura, lenguas, ciencias, matemática y música. Charles Dickens dio su discurso inaugural, en el que declaró que el Glasgow Athenaeum era "...Un ejemplo educativo y de ánimo para resto de Escocia.
En 1888, la enseñanza comercial del Glasgow Athenaeum se separó para formar el Athenaeum Universidad Comercial, el cual, después de varios cambios y una fusión, pasaría a ser la Universidad de Strathclyde en 1964. En 1890 la para de enseñanza no comercial del Glasgow Athenaeum pasaría a convertirse en la Glasgow Athenaeum Escuela de Música, la cual posteriormente pasaría a ser, en 1929, la Academia Nacional escocesa de Música, para convertirse, en 1944, la Real Academia Escocesa de Música.
La Real Academia Escocesa de Música estableció un departamento de actuación llamó el Glasgow Universidad de Arte Dramático durante 1950. Devenga la primera obra británica escuela para contener un lleno, emisión-especificación estudio televisivo en 1962. En 1968 la Academia escocesa Real de Música cambió su nombre a la Academia escocesa Real de Música y Obra (RSAMD) e introdujo sus primeros cursos de grado, el cual estuvo validado por la Universidad de Glasgow.